# Zwartmaskerbergtoekan
De zwartmaskerbergtoekan (Andigena hypoglauca) is een vogel uit de familie Ramphastidae (Toekans).

## Verspreiding en leefgebied
Deze soort komt voor van centraal Colombia tot Peru en telt twee ondersoorten:
- A. h. hypoglauca: van centraal Colombia tot oostelijk Ecuador.
- A. h. lateralis: oostelijk Ecuador en centraal Peru.

## Status
De grootte van de populatie is niet gekwantificeerd maar de soort wordt omschreven als ongewoon. Op de Rode Lijst van de IUCN heeft de soort de status niet bedreigd.